# マーク・ゲイン
マーク・ゲイン（Mark Gayn、1902年 - 1981年12月17日）は、アメリカ合衆国およびカナダのジャーナリスト。本名はモー・ギンズバーグ(Moe Ginsburg）。30年間、カナダの新聞トロントスター(The Toronto Star)に勤めた。

## 経歴

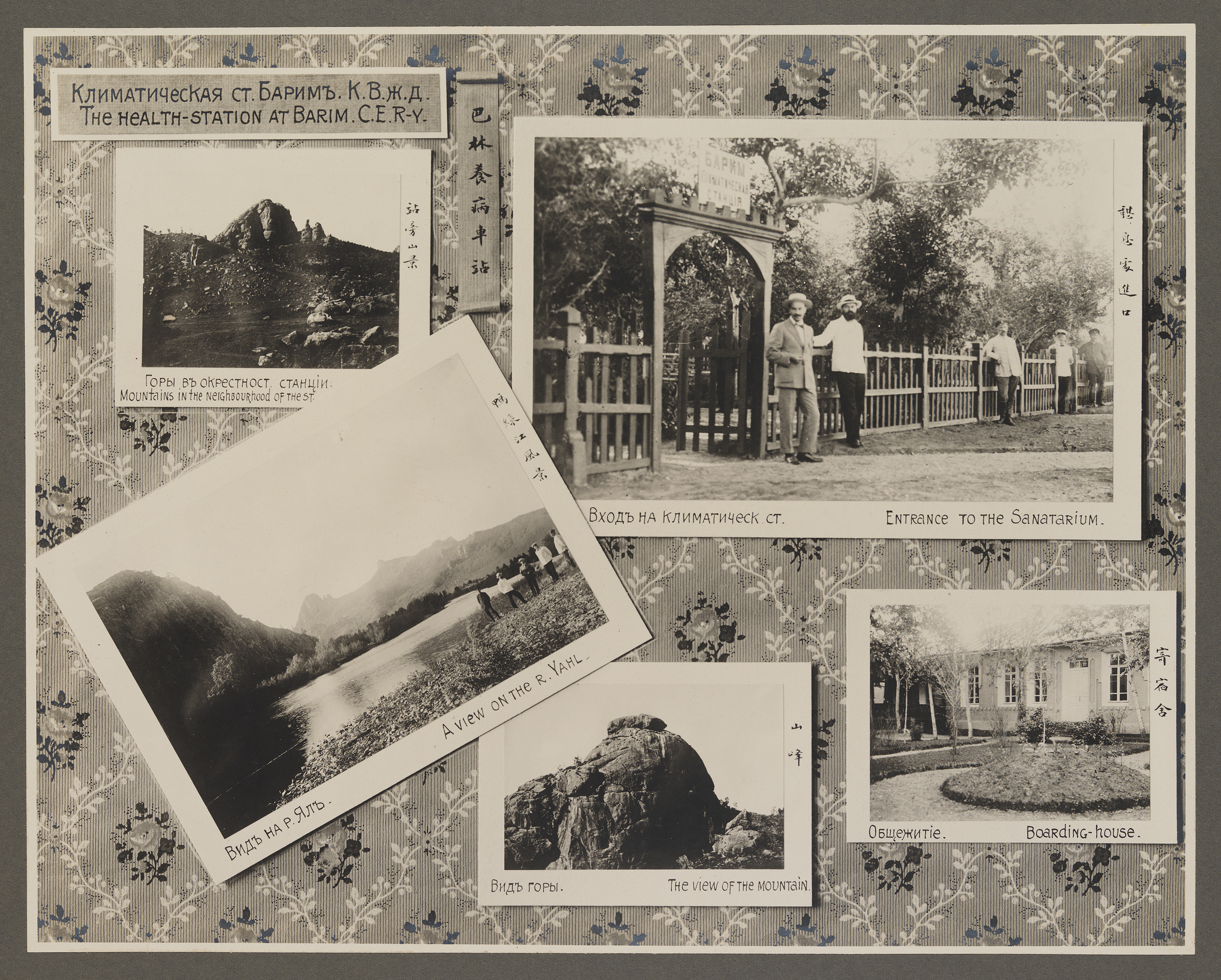
ゲインが生まれたころの故郷・巴林（1903-1919）

マーク・J・ゲインは、ロシア帝国から移住したロシア系ユダヤ人の両親の元に、1902年に清末期の中国（満州巴林。現在の牙克石市巴林鎮）で生まれた。巴林は満蒙国境沿いの町で、父親は製材業、母親は歯科医だった。ハルビンの公立学校を経て、1923年にウラジオストクの公立学校に通い、ここで初めてマルクス主義と共産主義の洗礼を受ける。1928年に上海に移って英語学校に通い、現地の民族主義者グループと活動を共にする。1929年に米国のポモナ・カレッジに入学し、政治学を専攻、大学新聞の編集長も務めた。1933年にピューリッツァートラベリング奨学金 を得てコロンビア大学ジャーナリズム大学院に入り、1934年に卒業。
1930年代、中国・上海でワシントンポスト紙の特派員としてキャリアを身につけた。ほかに雑誌『Collier's』にも寄稿していた。日系の連合ニュースエージェンシー（のち同盟通信社に改称）の英語部門の編集者もしていたが、1937年に日中戦争が始まった際に米国系の『チャイナ・プレス』に移り、身の安全のためいくつかの仮名を使って反日記事を執筆、ジョンB.パウエル の地元英字紙『チャイナウィークリー』でも無署名記事を書いた。第二次大戦勃発直後に渡米し、上海に残った兄弟が日本から報復を受けないよう、苗字をゲインに変えた。ニューヨークで『The Fight For The Pacific』を上梓したほか、セントルイス・ポスト・ディスパッチ、ニューズウィーク、タイムなどさまざまな媒体に寄稿、1944年に『JOURNEY FROM THE EAST』を上梓、1945年初頭にシカゴ・サン紙のモスクワ支局長に任命されたが、ソビエトのビザを待つ間に、同紙のほか、サタデー・イブニング・ポストやコリアーズなどで執筆した。
1945年6月、政府の情報漏洩の嫌疑により太平洋問題調査会(Institute for Pacific Relations,IPR)内のアメラシア誌 (Amerasia)の事務所で発行人のフィリップ・ジャッフェ（Philip Jaffe）らとともに連邦捜査局(FBI)に逮捕された。しかし、その後告発はまもなく打ち切られた。ニューヨーク・タイムズは「法廷ですばやく潔白が立証された」と記している。同年11月、シカゴ・サン紙の日韓支局長として来日し、進駐軍政策や占領下日本の選挙や農地解放などの記事を書き、韓国でも取材した。1947年にはPMデイリーの特派員として中国に渡り、毛沢東や周恩来など中国共産党の幹部をインタビューし、米国帰国後、滞日経験をつづった『ニッポン日記』を上梓し、ペストセラーとなった その後、ヨーロッパに渡ってデイリー・テレグラムやルモンドなどで執筆、1950年にはハンガリーの女優と3度目の結婚をし、1952年に米国に戻った。
アメリカ国務省は、共産主義者の疑いがあるという理由で、ハンガリー生まれの妻のアメリカへの入国を拒否した。そのため彼はカナダに移住し、カナダの新聞や読売新聞などの外交問題特派員として仕事を続けた。1959年からはトロント・デイリー・スター紙に加わり、1966年から1972年まで香港支局長を務めた。1960年代中頃に中華人民共和国への入国を許可された最初の西側のジャーナリストの一人であり、毛沢東主義者による統制に対する批判をやり遂げた。1972年には北朝鮮入国に成功した4人のジャーナリストの一人となり、独裁者金日成の圧政についての報告書を提出した。アメリカ合衆国内では、マーク・ゲインの仕事は、ニューヨークタイムズ、ニューズウィーク、タイムに掲載された。
1981年12月17日、癌により死去。その時点においても、カナダのトロントスターの上級外交問題特派員であった。
確認できる範囲においてケネディ大統領暗殺事件との関わりは知られないが、劇作家のイラ・デビッド・ウッド三世(Ira David Wood 3rd)は『JFK暗殺年代記』(JFK Assassination Chronology)と題した電子書籍において、このジャーナリストはJFKに関する何らかの仕事を残しているに違いないと十分考えられると述べている。

## アメラシア事件
『アメラシア』誌は1937年3月に創刊されたアジア問題専門誌で、日本の侵略反対、中国の抗戦支持を主張した(第二次大戦後は蒋介石の国民政府を批判し中国共産党を支持し、1947年7月まで続いた）。アメラシア事件は大戦末期の1945年6月6日にゲインら同誌関係者がスパイ容疑で逮捕された事件で、マッカーシズムを象徴する事件のひとつとなった。
同誌の1945年1月26日号に米軍戦略情報局の機密報告の一部分が盗用されていることに気づいたアメリカ政府は同誌事務所を急襲し、政府機密文書のコピーを発見したとし、FBIがスパイ事件として捜査に加わり、1945年6月に、同誌の編集者や記者、海軍省員、国務省員、国務省の中国問題専門家など６人をスパイ容疑で逮捕した。
しかし証拠がなくスパイ行為では立証できず、国防に関する文書不法所持という防諜法違反容疑での告発となり、ゲインを含む３名は不起訴となった。残る３名がワシントン地裁に無罪の訴えを起こす中、FBIによる不法捜査が暴露されたことから司法取引により２名は罰金刑、一人は証拠不十分による起訴取り下げとなり終結した。

## 日本との関わり
1945年12月から1948年5月までシカゴ・サン紙の特派員として連合国軍最高司令官総司令部(GHQ)による間接占領下の日本に滞在し、離日後に内幕を記した『ニッポン日記』を刊行。農地改革や財閥解体、腕一本で成り上がった起業家の横顔などを活写し、日本国憲法制定経緯は同書を通じ初めて多くの日本国民が知るところとなった。
占領時代のGHQを知る人物として、1977年に放送されたNHK特集『日本の戦後』では農地改革を取り上げた第3回で証言をおこなったほか、再現ドラマでは俳優が当時のゲインに扮して登場する場面もあった。
最晩年に改めて日本についてのレポートを執筆していたが、完結を見ずに死去。その遺稿は『新ニッポン日記』としてまとめられ、刊行時の1982年3月26日にはNHK特集において「マーク・ゲイン「新ニッポン日記」～あるジャーナリストの遺稿～」と題した番組が放送されている。

### 日本語訳
- 『ニッポン日記』 井本威夫訳、筑摩書房（上下）、1951年
  - 筑摩叢書（改版 全1巻）、1963年。重版多数
  - ちくま学芸文庫、2004年 - 各・中野好夫解説
- 『新ニッポン日記　あるジャーナリストの遺稿』 久我豊雄訳、日本放送出版協会、1982年